# Makiko Kinoshita
Makiko Kinoshita (Japans: 木下 牧子, Kinoshita Makiko) (Tokio, 20 september 1956) is een Japanse componiste, muziekpedagoge en pianiste. 

## Levensloop
Kinoshita kreeg haar eerste les voor orgel op vijfjarige leeftijd en haar eerste pianoles 1 jaar later aan de "Tokyo Metropolitan High School of Music and Fine Arts". Naar de High School studeerde zij eerst een jaar privé compositie bij de componist en muziekpedagoog Mareo Ishiketa (1916-1996). Vanaf maart 1976 studeerde zij aan de Tokyo University of the Arts ( 東京藝術大学 Tōkyō Geijutsu Daigaku), die toen nog Tokyo National University of Fine Arts and Music heette, bij onder anderen Mareo Ishiketa, Toshiro Mayuzumi, Kenjiro Urata, Shozo Maruta (muziektheorie en compositie) en Misao Iwasaki (piano). Zij behaalde zowel haar Bachelor of Music als haar Master of Music aldaar. 
Als componiste schrijft zij werken voor orkest, harmonieorkest, muziektheater (opera), vooral vocale muziek en pianowerken, maar ook kamermuziek. Aanvankelijk componeerde zij naast orkestwerken ook kamermuziek, waarbij zij vooral van het timbre van het saxofoon zich aangesproken voelde. Maar later ontwikkelde zij een affiniteit voor de grote orkestklanken. Voor verschillende orkestwerken ontving zij ook prijzen. Omdat het als jonge componiste - zonder reputatie of financiële steun - niet eenvoudig is nieuwe werken uitgevoerd te krijgen, veranderde zij haar compositorische focus op de vocale muziek, vooral de koorwerken. Ook met haar opera Alice's Adventures in Wonderland ontving zij prijzen. 

## Composities

### Werken voor orkest
- 1977: - Fantasy, voor orkest - won de 1e prijs tijdens het Nihon Ongaku Concours in 1982[5]
- 1978: - Kangengaku no tameno isshou, voor orkest
- 1979: - Koten, voor orkest
- 1982: - Fantasy 2, voor orkest
- 1986: - Aura, voor orkest - werd bekroond met de Outstanding Composition award van de Japan Symphony Foundation in 1988
- 1989: - Abyss of Night, voor orkest
- 1991: - Kieteiku Objet, voor orkest
- 1996: - Sinfonietta, voor strijkorkest
- 2010: - Haru to Syura, voor orkest
- 2012: - Concert, voor piano en orkest[6][7][8]

### Werken voor harmonieorkest
- 1981: - Introduction and Allegro, voor harmonieorkest - verplicht werk tijdens de wedstrijd van de All Japanese Band Association
- 1989: - Sinfonia, voor harmonieorkest
- 2005; rev.2007: - Gothic, voor harmonieorkest
- 2005: - Pulsation, voor harmonieorkest
- 2007: - In Spring - zie werken voor koor (en harmonieorkest)
- 2007: - Now ! - zie werken voor koor (en harmonieorkest)
- 2008: - Cyber Trip, voor harmonieorkest

### Werken voor mandolineorkest
- 1976: - Rain, voor mandolineorkest

### Muziektheater

#### Opera
| Voltooid in    | titel                            | aktes                 | première                   | libretto                                                                                         |
| -------------- | -------------------------------- | --------------------- | -------------------------- | ------------------------------------------------------------------------------------------------ |
| 2003, rev.2005 | Alice's Adventures in Wonderland | 2 bedrijven, 9 scènes | 2003, Tokio, Mozarttheater | Hideo Takahashi en de componiste, gebaseerd op Lewis Carroll: "Alice's Adventures in Wonderland" |

### Vocale muziek

#### Werken voor koor
- 1980; rev.2010: - Hakobune, voor gemengd koor (of mannenkoor (1987))
- 1984: - Kazega Kazewo (A Wind invites a Wind), voor driestemmig vrouwenkoor en piano (SSA) - tekst: Tada Chimako
- 1985: - Murasaki no (Purple), voor driestemmig vrouwenkoor (SSA) en piano - tekst: Rie Yoshiyuki
- 1985: - Yume no katachi (The Dream), voor gemengd koor en piano - tekst: Rie Yoshiyuki
- 1987: - The Ark, voor mannenkoor - tekst: Makoto Ōoka
- 1990: - Nero: For a well-loved little Dog, voor gemengd koor en piano
- 1990: - Ondine, voor gemengd koor en piano - tekst: Yoshihara Sachiko
- 1991: - Mayonaka, voor mannenkoor en piano
- 1992: - A Capella Suite, voor vrouwenkoor
- 1992: - Haru ni, voor gemengd koor en piano
- 1993: - Haru to Syura, voor gemengd koor en koperensemble
- 1993: - Three mysterious Stories, voor gemengd koor en piano
- 1993: - Yume mita mono wa (What I dreamed), voor gemengd koor en piano - tekst: Michizo Tachihara
- 1995: - Seasons Found in Pictures, voor vrouwenkoor - tekst: Eriko Kishida
- 1995: - Utayo !, voor gemengd koor en piano
- 1996: - Three Songs of Oobankomochi, voor gemengd koor en piano
- 1997: - A Song of Greenpeace, voor kinderkoor - tekst: Shigeko Miyata
- 1997: - Elegia, voor gemengd koor - tekst: Kitazono Katsue
- 1997: - Lyrical Songs "The Moon’s Horn", voor vrouwenkoor en piano
- 1997: - The Visionary World Buddha Saw, voor twee gemengde koren - tekst: Hagiwara Sakutaro
- 1999: - Shimanto River, voor gemengd koor en orkest
- 2001: - The Illusion, voor vrouwenkoor en piano
- 2001: - Jashumon Hikyoku, voor gemengd koor en orkest - tekst: Kitahara Hakushu
- 2001: - Kyomu no Mirai e, voor gemengd koor en orkest
- 2001: - Secret Signal from the Future, voor gemengd koor en orkest
- 2001: - Two Spring Songs, voor vrouwenkoor
- 2002: - The One-eyed Goblin, voor kinderkoor en piano
- 2002: - Midnight Monologue, voor gemengd koor en piano
- 2002: - Nagisa no Chikyu, voor gemengd koor (of vrouwen- of mannenkoor)
- 2002: - The Door into Summer, voor vrouwenkoor en vibrafoon
- 2003: - Itsukaraka No ni Tatte, voor gemengd koor
- 2003: - Selectie, voor gemengd koor a capella
- 2003: - Standing in the Field Lost in Time, voor mannenkoor - tekst: Jun Takami
- 2003: - Yuki ga Furu, voor kinderkoor en piano
- 2004: - Beyond the Horizon, voor mannenkoor en piano - tekst: Shuntaro Tanikawa
- 2004: - Blue - the door into summer, voor vrouwenkoor en slagwerkensemble
- 2004: - Duck and Kangaroo, voor kinderkoor en piano
- 2004: - For Soccer, voor vrouwenkoor
- 2004: - Ikinuku Inochi, voor kinderkoor, gemengd koor en piano
- 2004: - Music, voor vrouwenkoor
- 2004: - Nero: For a well-loved little Dog, voor vrouwenkoor
- 2004: - Pebble, voor gemengd koor en piano
- 2004: - Romantic Pig, voor vrouwenkoor
- 2004: - Selectie, voor vrouwenkoor a capella
- 2005: - Christmas Carol Medley, voor gemengd koor, koperensemble, orgel en slagwerk
- 2005: - The Visionary World Buddha Saw, voor 2 gemengde koren - tekst: Sakutaro Hagiwara
- 2005: - Haratai Kenbairen, voor gemengd koor en orkest
- 2005: - I’ll never go to the Moon, voor gemengd koor en piano
- 2006: - A Dream Hung on the Lonely Tree, voor vrouwenkoor en piano
- 2006: - Giraffe, voor vrouwenkoor en piano
- 2006: - I’m a Chameleon, voor mannenkoor a capella
- 2006: - Kanashimi no Eda ni Saku Yume, voor vrouwenkoor en piano
- 2006: - Mainichi Ohatsu, voor kinderkoor en piano
- 2006: - Walnut, voor vrouwenkoor en piano
- 2007: - A Dream Hung on the Lonely Tree, suite voor driestemmig vrouwenkoor en piano
- 2007: - Asa no Homeuta, voor mannenkoor en piano
- 2007: - Gentai Kenburen, voor gemengd koor en orkest
- 2007: - In Spring, voor gemengd koor en harmonieorkest
- 2007: - Niji iro no Sakana, voor gemengd koor
- 2007: - Now !, voor vrouwenkoor, gemengd koor en harmonieorkest
- 2007: - Seagull, Sea, voor gemengd koor en orkest
- 2008: - Counting the Flowers, voor vrouwenkoor en piano
- 2008: - Four Dances, voor vrouwenkoor, orkest en piano
- 2008: - Hikaru koku, voor mannenkoor en piano
- 2008: - Seagull, voor gemengd koor en orkest
- 2008; rev.2011: - The Light is Here, voor gemengd koor en orkest[11][12][13][14][15][16] - tekst: Michizo Tachihara
- 2009: - Blue, voor gemengd koor en piano
- 2009: - Crayfish, voor vrouwenkoor en piano
- 2009: - Lonely Night, voor vrouwenkoor en piano
- 2009: - Rain, voor vrouwenkoor en piano
- 2010: - Kangengaku no tame no Isshou, voor vrouwenkoor en piano
- 2010: - Shizen to Ai to Kodoku to (As imperceptibly as Grief), voor driestemmig vrouwenkoor en piano[17] - tekst: Emily Dickinson, Japanse vertaling: Tamotsu Nakajima
- 2010: - Taiyo Organ, voor gemengd koor en orkest
- 2011: - Jyashu-mon Hikyoku, voor gemengd koor en orkest

#### Liederen
- 1978; rev.1995: - Nirvana; voor sopraan en piano[18] - tekst: Hagiwara Sakutaro
- 1986: - Gunmakenritsu Takasaki Higashi High School Song, voor samenzang en piano
- 1994: - Late Summer, voor zangstem en piano
- 1995: - Aisuru uta (Love Songs), voor zangstem en piano - tekst: Yanase Takashi
- 1995: - Muttsu no roman (6 Romantische liederen), voor zangstem en piano
- 1996: - Japanese bush warbler, voor zangstem en piano
- 1996: - Kaze to Kazaguruma, voor zangstem en piano
- 1996: - Memories, voor zangstem en piano
- 1997: - Moonflower, voor zangstem en piano
- 1998: - Airplane, voor zangstem en piano
- 1998: - Kuroda Saburo no shi niyoru mittsu no Uta, voor bariton en piano
- 1998: - Rocking Chair, voor zangstem en piano
- 1999: - Hebitori no Uta, voor zangstem en piano
- 1999: - Jyojyo shouhin kyokusyu, voor zangstem en piano
- 1999: - Miyoshi Tatsuji ni yoru hutatsu no Uta, voor zangstem en piano
- 2000: - Four Songs by Christina Georgina Rossetti, voor zangstem en piano
- 2005: - Vocalise, voor sopraan, harp, cello en vibrafoon[19]
- 2007: - Nanikaga hora, voor zangstem en piano
- 2008: - Chichi no Uta (The Night is Tender), voor bariton, altsaxofoon en piano[20] - tekst: Shuntaro Tanikawa
- 2008: - Dandelion, voor zangstem en piano
- 2009: - Kanashimi no edani saku yume, voor zangstem en piano
- 2009: - Doubutsu Shisyu, voor zangstem en piano
- 2009: - For Soccer, voor zangstem en piano
- 2009: - Take tonbo ni, voor zangstem en piano
- 2010: - Childhood, voor zangstem en piano
- 2011: - Hanano Kazu, voor zangstem en piano

### Kamermuziek
- 1976: - Sonate, voor saxofoon en piano
- 1977: - Andante and Capriccio, voor saxofoonkwartet
- 2004: - Twisting Landscapes, voor klarinet, viool en piano
- 2007: - Yoru wa subeteno Garasu de aru, voor dwarsfluit en slagwerk
- 2010: - Kuchu Teien, voor 4 viola da gamba's

### Werken voor piano
- 1979: - Fantasy
- 1986; rev.2006/2007: - A Circuit of Dreams, suite
- 1989; rev.2004: - The Lion with the GI haircut
- 1990: - Song Sung by a Dog Looking at its own Tail
- 1991: - Children’s Song of Africa
- 1991: - Mother Goose
- 1993: - Alice in Wonderland
  1. Alice in the Golden Afternoon
  2. Down the Rabbit-Hole
  3. Pool of Tears
  4. The Dodo and a Strange Race
  5. Advice from a Caterpillar
  6. Cheshire Cat
  7. A Mad Tea-Party Never Ends
  8. The Queen’s Croquet-Ground
  9. The Trial in a Muddle
  10. After the Dream
- 1994: - Soft Bavarian Cream
- 1995: - A Memorable Lemon Pie
- 1999: - Romantic Concert, voor piano vierhandig
- 2000: - Waku Waku (Exciting)
- 2001: - 9 Preludes
- 2002: - Sunday Market
- 2003: - Gentle Rain, voor piano vierhandig
- 2003: - Uto Uto (Dozing)
- 2005: - Hoshi no Suna, voor piano vierhandig
- 2006: - Moa
- 2010: - Ladyrinthine Piano, voor piano vierhandig

### Werken voor slagwerk
- 2000: - The Trembling Moon, voor 4 slagwerkers[21]
- 2008: - Slagwerkconcert, voor slagwerk solo en slagwerkensemble (4 slagwerkers)